# Lola (2022)
Lola (auch in den Schreibweisen L.O.L.A. und LOLA) ist eine Science-Fiction-Mockumentary von Andrew Legge, die Anfang August 2022 beim Locarno Film Festival ihre Premiere feierte und im Dezember 2023 in die deutschen Kinos kam. Der Film erzählt die Geschichte zweier Schwestern, gespielt von den britischen Schauspielerinnen Stefanie Martini und Emma Appleton, die eine Maschine erfunden haben, die in der Lage ist, zukünftige Radio- und Fernsehsendungen abzufangen. Weil die Briten gegen die Nazis kämpfen, könnte ihre Maschine auch eine entscheidende Rolle in diesem Krieg spielen.

## Handlung

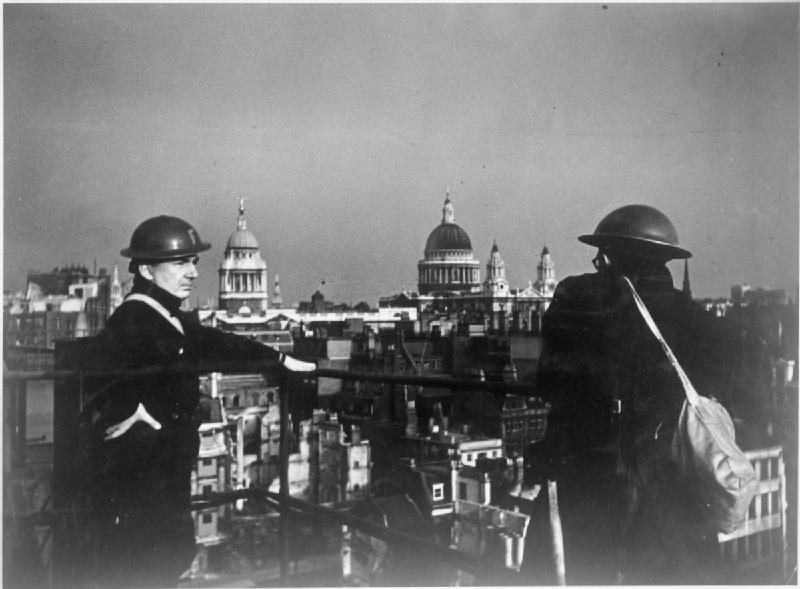
Die Schwestern Thom und Mars können mit ihrer Maschine Radio- und Fernsehsendungen aus der Zukunft empfangen

Im Jahr 1940. Die Schwestern Thomasina und Martha Hanbury, die sich selbst Thom und Mars nennen, leben nach dem Tod ihrer Eltern allein in einem Landhaus. Sie haben eine Maschine gebaut, L.O.L.A., die Radio- und Fernsehsendungen aus der Zukunft abfangen kann. Die Schwestern werden Fans von Bob Dylan und David Bowie, beeindrucken ihre Zeitgenossen mit neuen Wörtern, neuartigen Klängen und ekstatischen Tanzrhythmen, denn die Maschine ermöglicht es ihnen, Musik zu hören, bevor sie gemacht wurde oder auch Wetten zu platzieren und dabei vorher zu wissen, wie sie ausgehen. Benannt haben sie die Maschine nach ihrer Mutter Lola.
Als der Zweite Weltkrieg eskaliert, beschließen die Schwestern, die Maschine ab sofort zu nutzen, um Informationen aus der Zukunft abzufangen, die dem militärischen Geheimdienst helfen könnten. Lieutenant Sebastian Holloway, der ihrer Untergrundoperation schon früh auf die Schliche gekommen ist, hilft ihnen und verliebt sich in Martha. Unter anderem überprüft er täglich den Signature Code, wenn sie jeden Morgen mit Lolas Hilfe den Militärfunk des nächsten Tages abhört, um herauszufinden, ob diese Meldungen echt sind.
Die Maschine entpuppt sich zunächst als großer Erfolg, der das Blatt für die Engländer in diesem Krieg zu ihren Gunsten zu wenden verspricht. Durch das Vorhersehen, wo die deutschen Bomberflotten in der nächsten Nacht ihre tödliche Fracht abwerfen werden, lässt sich das doch verhindern, indem man die Luftabwehr dort konzentriert. Doch L.O.L.A. ist nicht unfehlbar, denn die Zukünfte, die die Maschine zeigt, sind nicht notwendigerweise auch Wahrheiten. Durch die einmalige Übernahme einer Militärmeldung ohne Überprüfung des Signature Codes wird die britische Abwehr am falschen Ort aufgestellt, die Nazis beginnen, Großbritannien zu besetzen. Stanley Kubrick wird nie geboren, David Bowie ist in der Zukunft nicht zu hören.

## Produktion

### Filmstab und Idee
Regie führte der Ire Andrew Legge. Es handelt sich um sein Spielfilmdebüt. Die Geschichte ersonn er gemeinsam mit Henrietta und Jessica Ashworth und schrieb gemeinsam mit Angeli Macfarlane das Drehbuch. Legges Kurzfilme wurden mit zahlreichen Preisen ausgezeichnet, darunter beim Tribecca Film Festival und beim Galway Film Festival. Als sein wohl erfolgreichster Kurzfilm gilt The Girl With The Mechanical Maiden.
Die Idee für den Film leitete Legge von einem seiner früheren Kurzfilme mit dem Titel The Chronoscope ab. Darin baut der Protagonist, ein irischer Wissenschaftler, eine Maschine, die in die Vergangenheit schauen kann. Was die filmischen Referenzen betrifft, so liebt der Regisseur Chris Markers Science-Fiction-Kurzfilm La Jetée und verwendete daher in seinem Film auch Szenen mit Standbildern. Ästhetisch orientierte er sich an der Technik der 1940er Jahre.

### Verwendetes Archivmaterial
Der Film verwendet auch Archivmaterial, so Aufnahmen von Adolf Hitlers vorfahrender Staatskarosse. Das Filmmaterial bezogen sie von Pathé, Getty, AP und Alamy. Dies sei praktisch gewesen, weil man es online mit Hilfe von Schlüsselwörtern durchsuchen kann, so der Regisseur. Diese Arbeit erledigten sie, lange bevor der Film gedreht wurde. Sie planten alle Szenen um dieses Archivmaterial herum.

### Besetzung und Dreharbeiten
Die britischen Schauspielerinnen Stefanie Martini und Emma Appleton spielen in den Hauptrollen die Schwestern Martha „Mars“ und Thomasina „Thom“ Hanbury. Der Ire Rory Fleck-Byrne spielt Sebastian und Aaron Monaghan Cobcroft. Ayvianna Snow ist in der Rolle von Rebecca Cavendish zu sehen. Weitere Darsteller sind die Iren Nick Dunning und Hugh O’Conor.
Als Kamerafrau fungierte Oona Menges. Der Film wurde teilweise in Farbe und teilweise in Schwarzweiß gedreht. Anstatt den analogen Schwarzweiß-Look der kontinuierlich durchgezogenen Found-Footage-Ästhetik nachträglich digital zu kreieren, drehten Regisseur und seine Kamerafrau unter anderem selbst mit einer Bolex-Kamera. Zusätzlich verwendete das Team verschiedene Arriflex- und Arricam-LT-Modelle. Für das nachgestellte Archivmaterial, wie etwa ganz neu erfundenen Fernsehbeiträgen, wählten Menges und Legge 35-mm, damit der Look nahtlos an die schon existierenden, historischen Nachrichtenaufnahmen angepasst werden konnte. Um ein möglichst imperfektes, organisch texturiertes, authentisch alt wirkendes und nicht wie unter professionellen Umständen entstandenes Gesamtbild zu erschaffen, wurde das Filmmaterial bei der Entwicklung mit höheren Temperaturen zu Runzelkornbildung gezwungen und später bewusst beschädigt.

### Filmmusik und Marketing

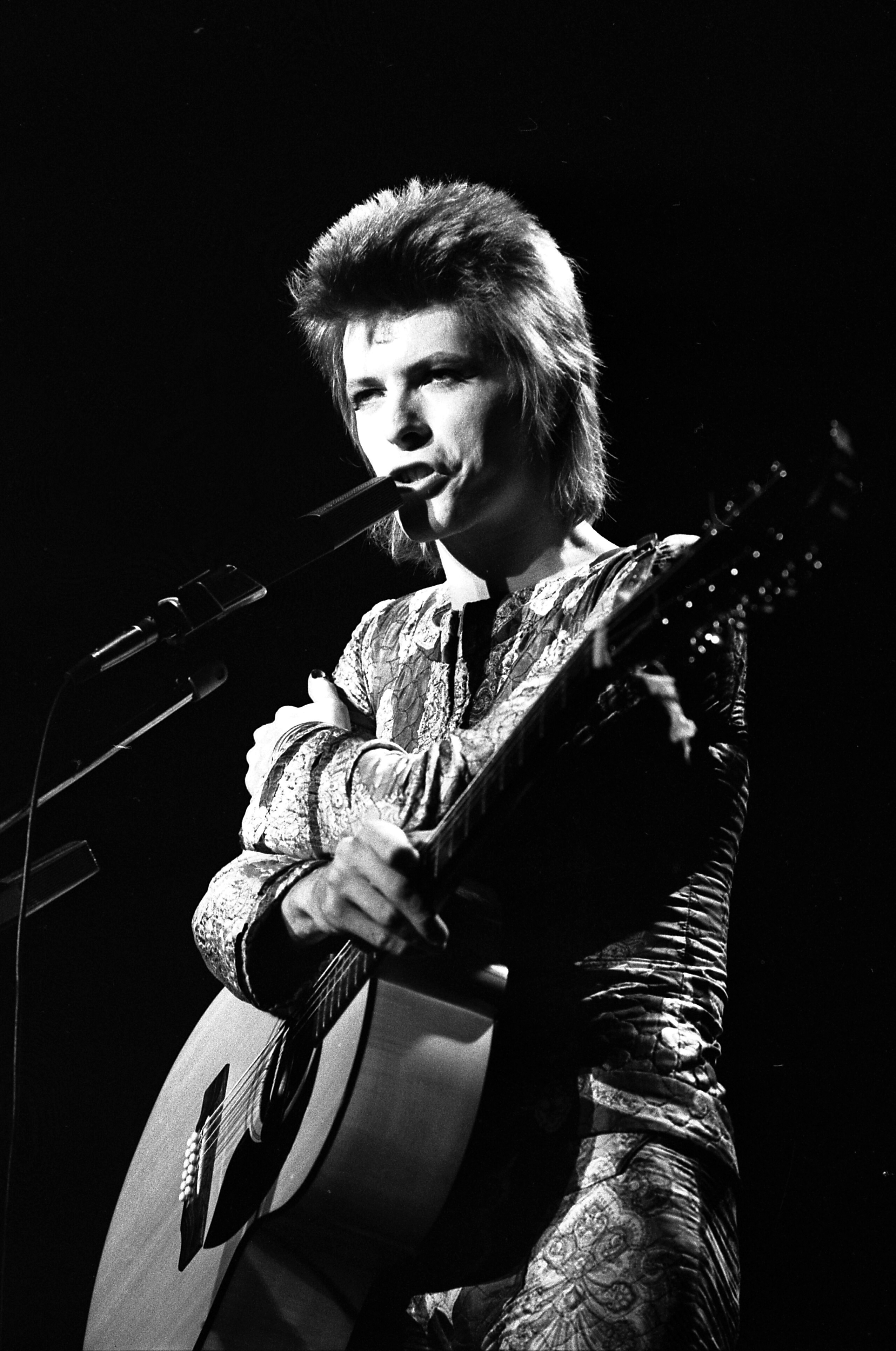
David Bowies Space Oddity aus dem Jahr 1969 ist ein im Film verwendeter Song

Die Filmmusik und einige der verwendeten Songs schrieb Neil Hannon, der Leadsänger der britischen Popgruppe The Divine Comedy. Neben den im Film zu hörenden Songs Space Oddity von David Bowie und You Really Got Me von The Kinks, die die Hanbury-Schwestern mit ihrer Maschine empfangen, dienten Alternative-Reality-Pop-Stücke wie To The Gallows und The Sound Of Marching Feet der Schaffung einer Klanglandschaft für ein faschistisches Regime. Auch ein Song von Nina Simone findet Verwendung.
Der erste, vor der Premiere in Locarno vorgestellte Trailer, ist mit Bowies Space Oddity unterlegt. Der zweite Trailer wurde im März 2023 veröffentlicht.

### Veröffentlichung
Die Premiere erfolgte am 5. August 2022 beim Locarno Film Festival. Ebenfalls im August 2022 wurde der Film beim Edinburgh International Film Festival vorgestellt. Im Oktober 2022 wurde er beim Sitges Film Festival und Ende Januar, Anfang Februar 2023 beim International Film Festival Rotterdam gezeigt. Im Mai 2023 wurde er beim Seattle International Film Festival vorgestellt. Am 4. August 2023 kam der Film in ausgewählte US-Kinos. Im September 2023 wurde er bei der Filmkunstmesse Leipzig und Ende September, Anfang Oktober 2023 beim Filmfest Hamburg gezeigt. Die Verwertungsrechte in Deutschland liegen beim Neue Visionen Filmverleih. Der Kinostart in Deutschland erfolgte am 28. Dezember 2023.

## Rezeption

### Kritiken
Der Film konnte 97 Prozent aller Kritiker überzeugen, die bei Rotten Tomatoes aufgeführt sind, und erhielt hierbei eine durchschnittliche Bewertung von 7,3 von 10 möglichen Punkten. Im Rahmen der Golden Tomato Awards ging der Film als Drittplatzierter unter den besten Science-Fiction- oder Fantasy-Filmen des Jahres 2023 hervor.
Jennie Kermode von Eye for Film schreibt in ihrer Kritik, wunderschön gezeichnete Charaktere verliehen in Lola einer Geschichte viel Herz, die leicht mechanischer hätte erzählt werden können, und ließen den menschlichen Faktor im Vordergrund. Andrew Legge präsentiere dem Zuschauer keine Veränderung der Zukunft, um ihn zu schocken, sondern Dinge, die er bereits kennt und webe darum eine komplexere Geschichte. Beides verbinde der Regisseur sehr sauber miteinander. Durch die Verwendung von Archivmaterial und die Musikauswahl erlebe der Zuschauer so neben der eigenen Geschichte der Schwestern eine Mischung aus Nachrichten und Popkultur und eine etwas veränderte Geschichte. Lola sei gleichermaßen bezaubernd und herzzerreißend, spreche dabei die bewegte Geschichte des 20. Jahrhunderts an, fühlt sich dabei aber dennoch topaktuell an und lasse einen darüber nachdenken, was wir aus der Vergangenheit lernen können.
Fionnuala Halligan von Screen Daily schreibt, LOLA könne in der Tat sehr gruselig sein, besonders durch die von dem irischen Regisseur eingearbeiteten, manipulierten, alten Wochenschauen, so wenn der Aufstieg von Oswald Mosley und die Niederlage von Winston Churchill zu sehen ist.  Doch diese dystopische Vision komme für einige Zuschauer vielleicht etwas spät, nachdem sie eine verwirrende erste Hälfte auf dem Grundstück des Landhauses verschwendet haben, in dem Thom und Mars nach dem Tod ihrer Eltern leben. Die britischen Schauspielerinnen Stefanie Martini und Emma Appleton hätten Präsenz und Sichtbarkeit, aber leider keine wirkliche Gelegenheit, ihre Charaktere zu entwickeln. Wenn die Hanbury-Schwestern ständig Wein trinken, so beim Baden, bei einem Picknick und anderen Gelegenheiten, scheine es, als würde der Film von zwei Alkoholikerinnen handeln, so Halligan. Auch wenn es schwierig sei, ein Publikum für LOLA zu bestimmen, sei ein Interesse von Streamingdiensten für den Film am wahrscheinlichsten.
Anke Sterneborg schreibt in ihrer Kritik bei epd Film, Andrew Legge habe sein Spielfilmdebüt mit verspielter Experimentierlust, viel Fantasie und sprühenden Ideen gedreht. So wirkten Thom und Mars ein wenig wie Absplitterungen des Filmemachers, quasi seine Schwestern im Geiste, und der Film nehme die Form ihres hyperaktiven Brainstormings an. Mit schnittiger Kurzhaarfrisur und androgyner Kleidung, weißer Bluse mit schwarzer Hose wirke Thomasina in der Welt der 1940er Jahre auf eine Weise modern, die damit zu tun hat, dass das Wissen um die Zukunft nicht nur die Welt, sondern auch sie selbst verändert.

### Auszeichnungen
Im Rahmen der Golden Tomato Awards ging der Film als Drittplatzierter unter den besten Science-Fiction- oder Fantasy-Filmen des Jahres 2023 hervor. Im Folgenden weitere Nominierungen und Auszeichnungen.
Edinburgh International Film Festival 2022
- Nominierung als Bester Spielfilm für den Powell & PressBurger Award (Andrew Legge, Alan Maher und John Wallace)[23]

Irish Film and Television Awards 2024
- Nominierung als Bester Film
- Nominierung für die Beste Regie (Andrew Legge)
- Nominierung für das Beste Drehbuch (Andrew Legge)
- Auszeichnung für die Besten Kostüme (Lara Campbell)
- Auszeichnung für die Beste Filmmusik (Neil Hannon)[24][25]

Locarno Film Festival 2022
- Nominierung für den Swatch First Feature Award (Andrew Legge)[5]

Trieste Science+Fiction Festival 2022
- Auszeichnung als Best European Feature-length Film from the Fantastic Genre (Andrew Legge)[26]

## Synchronisation
Die deutsche Synchronisation entstand nach einem Dialogbuch und der Dialogregie von Mario von Jascheroff im Auftrag der K13 Studios Berlin GmbH.
| Darsteller       | Synchronsprecher     | Rolle                             |
| ---------------- | -------------------- | --------------------------------- |
| Stefanie Martini | Anna Grisebach       | Martha Hanbury                    |
| Emma Appleton    | Luisa Wietzorek      | Thomasina Hanbury                 |
| Hugh O’Conor     | Klaus Nietz          | Enoch Johnson                     |
| Ian Toner        | Mario von Jascheroff | deutscher Soldat am Kontrollpunkt |
| Rory Fleck-Byrne | Arne Stephan         | Lieutenant Sebastian Holloway     |
| Aaron Monaghan   | Tom Vogt             | Major Henry Cobcroft              |
| Nick Dunning     | Peter Flechtner      | Nachrichtensprecher im Fernsehen  |
| Ayvianna Snow    | Antje von der Ahe    | Rebecca Cavendish                 |
| Richard Elfyn    | Axel Lutter          | Winston Churchill                 |